# Diana’s Peak
Diana’s Peak – najwyższe wzniesienie Wyspy Świętej Heleny – brytyjskiego terytorium zależnego na Oceanie Atlantyckim. Wznosi się na wysokość 818 metrów nad poziomem morza. Szczyt jest pochodzenia wulkanicznego. Od marca 1996 szczyt stanowi park narodowy, pierwszy na wyspie. Na szczycie rośnie paproć z Wyspy Świętej Heleny.